# Limnichus rufipes
Limnichus rufipes är en skalbaggsart som beskrevs av Maurice Pic 1932. Limnichus rufipes ingår i släktet Limnichus och familjen lerstrandbaggar. Inga underarter finns listade i Catalogue of Life.